# Myoxocephalus jaok
Myoxocephalus jaok är en fiskart som först beskrevs av Cuvier 1829.  Myoxocephalus jaok ingår i släktet Myoxocephalus och familjen simpor. Inga underarter finns listade i Catalogue of Life.